# Lista de estações do Metrô de Paris
A lista de estações do metropolitano de Paris fornece uma visão geral das estações atualmente em serviço, fechadas, ou outras, do metropolitano de Paris, na França. O metrô foi inaugurado em 1900 e compreende 308 estações e 391 pontos de parada, depois de 13 de janeiro de 2022. As estações fechadas não são contabilizadas no total.
Para aliviar as tabelas, somente a correspondência com o transportes guiados (RER, trens, tramways, funiculares, etc.), e as correspondências em estreita relação com a linha são dadas. As outras correspondências, especialmente com as linhas de ônibus, são repetidas nos artigos de cada estação.

## Estações em serviço
A tabela abaixo apresenta a situação existente, fazendo abstração de tudo o que está na fase de projeto ou em construção.
| Estação                                 | Linha(s) | Ordem alfa- bética | Data de abertura                                                                                               | Localização                | Comuna                                                                                         | Frequência anual 2015 | Correspondência                                                                        | Particularidade (nome precedente)                                                                | Imagem                 |
| --------------------------------------- | -------- | ------------------ | --- | -------------------------- | ---------------------------------------------------------------------------------------------- | --------------------- | -------------------------------------------------------------------------------------- | ------------------------------------------------------------------------------------------------ | ---------------------- |
| Abbesses                                | ‍         | 1                  | ‍31 de outubro de 1912                                                                                           | Subterrânea                | Paris 18e                                                                                      | 2 417 881             |                                                                                        |                                                                                                  |                        |
| Aimé Césaire                            | ‍         | 2                  | Predefinição:Date-                                                                                             | Subterrânea                | Aubervilliers                                                                                  | /                     | Aimé Césaire                                                                           |                                                                                                  |                        |
| Alésia                                  | ‍         | 3                  | ‍30 de outubro de 1909                                                                                           | Subterrânea                | Paris 14e                                                                                      | 5 124 204             |                                                                                        |                                                                                                  |                        |
| Alexandre Dumas                         | ‍         | 4                  | ‍31 de janeiro de 1903                                                                                           | Subterrânea                | Paris Predefinição:11e, Paris Predefinição:20e                                                 | 3 666 961             | (até 1970 : Bagnolet)                                                                  |                                                                                                  |                        |
| Alma - Marceau                          | ‍         | 5                  | ‍27 de maio de 1923                                                                                              | Subterrânea                | Paris Predefinição:8e, Paris Predefinição:16e                                                  | 4 204 705             |                                                                                        |                                                                                                  |                        |
| Anatole France                          | ‍         | 6                  | ‍24 de setembro de 1937                                                                                          | Subterrânea                | Levallois-Perret                                                                               | 3 780 611             | plataformas sobrepostas                                                                |                                                                                                  |                        |
| Anvers                                  | ‍         | 7                  | ‍07 de outubro de 1902                                                                                           | Subterrânea                | Paris Predefinição:9e, Paris Predefinição:18e                                                  | 6 432 199             |                                                                                        |                                                                                                  |                        |
| Argentine                               | ‍         | 8                  | ‍01 de setembro de 1900                                                                                          | Subterrânea                | Paris Predefinição:16e, Paris Predefinição:17e                                                 | 2 972 019             | (até 1948 : Obligado)                                                                  |                                                                                                  |                        |
| Arts et Métiers                         | ‍         | 9                  | ‍ : ‍19 de outubro de 1904 ‍ : ‍28 de agosto de 1935                                                                   | Subterrânea                | Paris Predefinição:3e                                                                          | 3 908 721             |                                                                                        |                                                                                                  |                        |
| Assemblée Nationale                     | ‍         | 10                 | ‍05 de novembro de 1910                                                                                          | Subterrânea                | Paris Predefinição:7e                                                                          | 1 126 803             | (até 1989 : Chambre des Députés)                                                       |                                                                                                  |                        |
| Aubervilliers - Pantin - Quatre Chemins | ‍         | 11                 | ‍04 de outubro de 1979                                                                                           | Subterrânea                | Aubervilliers                                                                                  | 7 131 674             |                                                                                        |                                                                                                  |                        |
| Avenue Émile-Zola                       | ‍         | 12                 | ‍13 de julho de 1913                                                                                             | Subterrânea                | Paris Predefinição:15e                                                                         | 1 470 809             |                                                                                        |                                                                                                  |                        |
| Avron                                   | ‍         | 13                 | ‍02 de abril de 1903                                                                                             | Subterrânea                | Paris Predefinição:11e, Paris Predefinição:20e                                                 | 1 958 808             |                                                                                        |                                                                                                  |                        |
| Bagneux-Lucie Aubrac                    | ‍         | 14                 | Predefinição:Date-                                                                                             | Subterrânea                | Bagneux                                                                                        | /                     |                                                                                        |                                                                                                  | Bagneux - Lucie Aubrac |
| Balard                                  | ‍         | 15                 | ‍27 de julho de 1937                                                                                             | Subterrânea                | Paris Predefinição:15e                                                                         | 4 454 198             | ‍                                                                                       |                                                                                                  |                        |
| Barbara                                 | ‍         | 16                 | Predefinição:Date-                                                                                             | Subterrânea                | Montrouge, Bagneux                                                                             | /                     | Barbara                                                                                |                                                                                                  |                        |
| Barbès - Rochechouart                   | ‍         | 17                 | ‍ : ‍Predefinição:Tri date ‍ : ‍Predefinição:Tri date                                                                  | ‍ : Elevada ‍ : Subterrânea    | Paris Predefinição:9e, Paris Predefinição:10e, Paris Predefinição:18e                          | 9 174 366             | (até 1907 : Boulevard Barbès)                                                          |                                                                                                  |                        |
| Basilique de Saint-Denis                | ‍         | 18                 | ‍Predefinição:Tri date                                                                                           | Subterrânea                | Saint-Denis                                                                                    | 4 782 355             | ‍                                                                                       | (até 1998 : Saint-Denis - Basilique)                                                             |                        |
| Bastille                                | ‍         | 19                 | ‍ : ‍Predefinição:Tri date ‍ : ‍Predefinição:Tri date ‍ : ‍Predefinição:Tri date                                           | ‍ : Superfície ‍ : Subterrânea | Paris Predefinição:4e, Paris Predefinição:11e, Paris Predefinição:12e                          | 13 438 906            |                                                                                        |                                                                                                  |                        |
| Bel-Air                                 | ‍         | 20                 | ‍Predefinição:Tri date                                                                                           | Superfície                 | Paris Predefinição:12e                                                                         | 2 176 466             |                                                                                        |                                                                                                  |                        |
| Belleville                              | ‍         | 21                 | ‍ : ‍Predefinição:Tri date ‍ : ‍Predefinição:Tri date                                                                  | Subterrânea                | Paris Predefinição:10e, Paris Predefinição:11e, Paris Predefinição:19e, Paris Predefinição:20e | 11 464 280            |                                                                                        |                                                                                                  |                        |
| Bérault                                 | ‍         | 22                 | ‍Predefinição:Tri date                                                                                           | Subterrânea                | Saint-Mandé, Vincennes                                                                         | 2 965 952             |                                                                                        |                                                                                                  |                        |
| Bercy                                   | ‍         | 23                 | ‍ : ‍Predefinição:Tri date ‍ : ‍Predefinição:Tri date                                                                  | Subterrânea                | Paris Predefinição:12e                                                                         | 5 352 928             | TER Bourgogne Intercités                                                               |                                                                                                  |                        |
| Bibliothèque François-Mitterrand        | ‍         | 24                 | ‍15 de outubro de 1998                                                                                           | Subterrânea                | Paris Predefinição:13e                                                                         | 16 433 305            | ‍                                                                                       |                                                                                                  |                        |
| Billancourt                             | ‍         | 25                 | ‍Predefinição:Tri date                                                                                           | Subterrânea                | Boulogne-Billancourt                                                                           | 2 992 265             |                                                                                        |                                                                                                  |                        |
| Bir-Hakeim                              | ‍         | 26                 | ‍Predefinição:Tri date                                                                                           | Elevada                    | Paris Predefinição:15e                                                                         | 8 366 692             | ‍ (Champ de Mars - Tour Eiffel)                                                          | (até 1949 : Grenelle)                                                                            |                        |
| Blanche                                 | ‍         | 27                 | ‍Predefinição:Tri date                                                                                           | Subterrânea                | Paris Predefinição:9e, Paris Predefinição:18e                                                  | 4 090 091             |                                                                                        |                                                                                                  |                        |
| Bobigny - Pablo Picasso                 | ‍         | 28                 | ‍Predefinição:Tri date                                                                                           | Subterrânea                | Bobigny                                                                                        | 7 251 717             | ‍                                                                                       |                                                                                                  |                        |
| Bobigny - Pantin - Raymond Queneau      | ‍         | 29                 | ‍Predefinição:Tri date                                                                                           | Subterrânea                | Bobigny, Pantin                                                                                | 2 412 852             |                                                                                        |                                                                                                  |                        |
| Boissière                               | ‍         | 30                 | ‍Predefinição:Tri date                                                                                           | Subterrânea                | Paris Predefinição:16e                                                                         | 2 069 921             |                                                                                        |                                                                                                  |                        |
| Bolivar                                 | ‍         | 31                 | ‍Predefinição:Tri date                                                                                           | Subterrânea                | Paris Predefinição:19e                                                                         | 569 990               |                                                                                        |                                                                                                  |                        |
| Bonne-Nouvelle                          | ‍         | 32                 | ‍ : ‍Predefinição:Tri date ‍ : ‍Predefinição:Tri date                                                                  | Subterrânea                | Paris Predefinição:2e, Paris Predefinição:9e, Paris Predefinição:10e                           | 4 799 450             |                                                                                        |                                                                                                  |                        |
| Botzaris                                | ‍         | 33                 | ‍Predefinição:Tri date                                                                                           | Subterrânea                | Paris Predefinição:19e                                                                         | 976 263               |                                                                                        |                                                                                                  |                        |
| Boucicaut                               | ‍         | 34                 | ‍Predefinição:Tri date                                                                                           | Subterrânea                | Paris Predefinição:15e                                                                         | 3 190 091             |                                                                                        |                                                                                                  |                        |
| Boulogne - Jean Jaurès                  | ‍         | 35                 | ‍Predefinição:Tri date                                                                                           | Subterrânea                | Boulogne-Billancourt                                                                           | 3 757 980             |                                                                                        |                                                                                                  |                        |
| Boulogne - Pont de Saint-Cloud          | ‍         | 36                 | ‍Predefinição:Tri date                                                                                           | Subterrânea                | Boulogne-Billancourt                                                                           | 3 081 186             |                                                                                        |                                                                                                  |                        |
| Bourse                                  | ‍         | 37                 | ‍Predefinição:Tri date                                                                                           | Subterrânea                | Paris Predefinição:2e                                                                          | 3 371 639             |                                                                                        |                                                                                                  |                        |
| Bréguet - Sabin                         | ‍         | 38                 | ‍Predefinição:Tri date                                                                                           | Subterrânea                | Paris Predefinição:11e                                                                         | 2 065 295             |                                                                                        |                                                                                                  |                        |
| Brochant                                | ‍         | 39                 | ‍20 de janeiro de 1912                                                                                           | Subterrânea                | Paris Predefinição:17e                                                                         | 3 434 660             |                                                                                        |                                                                                                  |                        |
| Buttes Chaumont                         | ‍         | 40                 | ‍13 de fevereiro de 1912                                                                                         | Subterrânea                | Paris Predefinição:19e                                                                         | 448 126               |                                                                                        |                                                                                                  |                        |
| Buzenval                                | ‍         | 41                 | ‍10 de dezembro de 1933                                                                                          | Subterrânea                | Paris Predefinição:20e                                                                         | 1 906 757             |                                                                                        |                                                                                                  |                        |
| Cadet                                   | ‍         | 42                 | ‍5 de novembro de 1910                                                                                           | Subterrânea                | Paris Predefinição:9e                                                                          | 3 408 172             |                                                                                        |                                                                                                  |                        |
| Cambronne                               | ‍         | 43                 | ‍24 de abril de 1906                                                                                             | Elevada                    | Paris Predefinição:15e                                                                         | 2 986 628             |                                                                                        |                                                                                                  |                        |
| Campo-Formio                            | ‍         | 44                 | ‍2 de junho de 1906                                                                                              | Subterrânea                | Paris Predefinição:13e                                                                         | 1 256 651             |                                                                                        |                                                                                                  |                        |
| Cardinal Lemoine                        | ‍         | 45                 | ‍26 de abril de 1931                                                                                             | Subterrânea                | Paris Predefinição:5e                                                                          | 1 657 283             |                                                                                        |                                                                                                  |                        |
| Carrefour Pleyel                        | ‍         | 46                 | ‍30 de junho de 1952                                                                                             | Subterrânea                | Saint-Denis                                                                                    | 2 933 248             |                                                                                        |                                                                                                  |                        |
| Censier - Daubenton                     | ‍         | 47                 | ‍15 de fevereiro de 1930                                                                                         | Subterrânea                | Paris Predefinição:5e                                                                          | 3 575 817             |                                                                                        |                                                                                                  |                        |
| Champs-Élysées - Clemenceau             | ‍         | 48                 | ‍ : ‍19 de julho de 1900 ‍ : ‍18 de fevereiro de 1975                                                                  | Subterrânea                | Paris Predefinição:8e                                                                          | 4 714 927             | (até 1931 : Champs-Élysées)                                                            |                                                                                                  |                        |
| Chardon-Lagache                         | ‍         | 49                 | ‍30 de setembro de 1913                                                                                          | Subterrânea                | Paris Predefinição:16e                                                                         | 640 997               | plataforma somente direção Gare d'Austerlitz                                           |                                                                                                  |                        |
| Charenton - Écoles                      | ‍         | 50                 | ‍5 de outubro de 1942                                                                                            | Subterrânea                | Charenton-le-Pont                                                                              | 3 078 684             |                                                                                        |                                                                                                  |                        |
| Charles de Gaulle - Étoile              | ‍         | 51                 | ‍ : ‍1er de setembro de 1900 ‍ : ‍13 de dezembro de 1900 ‍ : ‍2 de outubro de 1900                                         | Subterrânea                | Paris Predefinição:8e, Paris Predefinição:16e, Paris Predefinição:17e                          | 8 910 878             | ‍                                                                                       | (até 1970 : Étoile) ‍ : Terminal oficial (em volta)                                                |                        |
| Charles Michels                         | ‍         | 52                 | ‍13 de julho de 1913                                                                                             | Subterrânea                | Paris Predefinição:15e                                                                         | 4 851 393             | (até 1945 : Beaugrenelle)                                                              |                                                                                                  |                        |
| Charonne                                | ‍         | 53                 | ‍10 de dezembro de 1933                                                                                          | Subterrânea                | Paris Predefinição:11e                                                                         | 3 979 528             |                                                                                        |                                                                                                  |                        |
| Château d'Eau                           | ‍         | 54                 | ‍21 de abril de 1908                                                                                             | Subterrânea                | Paris Predefinição:10e                                                                         | 3 893 262             |                                                                                        |                                                                                                  |                        |
| Château de Vincennes                    | ‍         | 55                 | ‍24 de março de 1934                                                                                             | Subterrânea                | Paris Predefinição:12e, Vincennes                                                              | 5 426 141             |                                                                                        |                                                                                                  |                        |
| Château-Landon                          | ‍         | 56                 | ‍5 de novembro de 1910                                                                                           | Subterrânea                | Paris Predefinição:10e                                                                         | 1 663 800             | ‍, TGV, Intercités, TER Vallée de la Marne (Gare de l'Est)                               |                                                                                                  |                        |
| Château Rouge                           | ‍         | 57                 | ‍21 de abril de 1908                                                                                             | Subterrânea                | Paris Predefinição:18e                                                                         | 6 799 970             |                                                                                        |                                                                                                  |                        |
| Châtelet                                | ‍         | 58                 | ‍ : ‍6 de agosto de 1900 ‍ : ‍21 de abril de 1908 ‍ : ‍16 de abril de 1926 ‍ : ‍28 de abril de 1935 ‍ : ‍15 de outubro de 1998     | Subterrânea                | Paris Predefinição:1er, Paris Predefinição:4e                                                  | 13 391 819            | ‍ (Châtelet - Les Halles)                                                                | (até 1926 : Pont Notre-Dame e de 1926 a 1934 : Pont Notre-Dame - Pont au Change linha 7 somente) |                        |
| Châtillon - Montrouge                   | ‍         | 59                 | ‍9 de novembro de 1976                                                                                           | Elevada                    | Châtillon, Montrouge                                                                           | 7 124 158             | ‍                                                                                       |                                                                                                  |                        |
| ‍Chaussée d’Antin - La Fayette            | ‍         | 60                 | ‍ : ‍5 de novembro de 1910 ‍ : ‍3 de junho de 1923                                                                     | Subterrânea                | Paris Predefinição:9e                                                                          | 7 395 270             |                                                                                        |                                                                                                  |                        |
| Chemin Vert                             | ‍         | 61                 | ‍5 de maio de 1931                                                                                               | Subterrânea                | Paris Predefinição:3e, Paris Predefinição:11e                                                  | 1 472 562             |                                                                                        |                                                                                                  |                        |
| Chevaleret                              | ‍         | 62                 | ‍1er de março de 1909                                                                                            | Elevada                    | Paris Predefinição:13e                                                                         | 3 105 942             |                                                                                        |                                                                                                  |                        |
| Cité                                    | ‍         | 63                 | ‍9 de janeiro de 1910                                                                                            | Subterrânea                | Paris Predefinição:4e                                                                          | 2 180 696             |                                                                                        |                                                                                                  |                        |
| Cluny - La Sorbonne                     | ‍         | 64                 | ‍15 de fevereiro de 1930                                                                                         | Subterrânea                | Paris Predefinição:5e                                                                          | 2 435 070             | ‍ (Saint-Michel - Notre-Dame)                                                            | (até 1939 : Cluny) fechada de 1939 a 1988                                                        |                        |
| Colonel Fabien                          | ‍         | 65                 | ‍31 de janeiro de 1903                                                                                           | Subterrânea                | Paris Predefinição:10e, Paris Predefinição:19e                                                 | 4 644 115             | (até 1945 : Combat)                                                                    |                                                                                                  |                        |
| Commerce                                | ‍         | 66                 | ‍27 de julho de 1937                                                                                             | Subterrânea                | Paris Predefinição:15e                                                                         | 2 890 759             | plataformas sobrepostas                                                                |                                                                                                  |                        |
| Concorde                                | ‍         | 67                 | ‍ : ‍13 de agosto de 1900 ‍ : ‍12 de abril de 1914 ‍ : ‍5 de novembro de 1910                                              | Subterrânea                | Paris Predefinição:1er, Paris Predefinição:8e                                                  | 6 336 283             |                                                                                        |                                                                                                  |                        |
| Convention                              | ‍         | 68                 | ‍5 de novembro de 1910                                                                                           | Subterrânea                | Paris Predefinição:15e                                                                         | 5 475 951             |                                                                                        |                                                                                                  |                        |
| Corentin Cariou                         | ‍         | 69                 | ‍5 de novembro de 1910                                                                                           | Subterrânea                | Paris Predefinição:19e                                                                         | 3 235 983             | (até 1946 : Pont de Flandres)                                                          |                                                                                                  |                        |
| Corentin Celton                         | ‍         | 70                 | ‍24 de março de 1934                                                                                             | Subterrânea                | Issy-les-Moulineaux                                                                            | 3 447 746             | (até 1945 : Petits Ménages)                                                            |                                                                                                  |                        |
| Corvisart                               | ‍         | 71                 | ‍24 de abril de 1906                                                                                             | Elevada                    | Paris Predefinição:13e                                                                         | 2 074 560             |                                                                                        |                                                                                                  |                        |
| Cour Saint-Émilion                      | ‍         | 72                 | ‍15 de outubro de 1998                                                                                           | Subterrânea                | Paris Predefinição:12e                                                                         | 5 781 997             |                                                                                        |                                                                                                  |                        |
| Courcelles                              | ‍         | 73                 | ‍7 de outubro de 1902                                                                                            | Subterrânea                | Paris Predefinição:8e, Paris Predefinição:17e                                                  | 2 719 939             |                                                                                        |                                                                                                  |                        |
| Couronnes                               | ‍         | 74                 | ‍31 de janeiro de 1903                                                                                           | Subterrânea                | Paris Predefinição:11e, Paris Predefinição:20e                                                 | 2 979 584             |                                                                                        |                                                                                                  |                        |
| ‍Créteil - L'Échat                        | ‍         | 75                 | ‍24 de setembro de 1973                                                                                          | Superfície                 | Créteil                                                                                        | 2 334 535             |                                                                                        |                                                                                                  |                        |
| ‍Créteil - Préfecture                     | ‍         | 76                 | ‍9 de setembro de 1974                                                                                           | Superfície                 | Créteil                                                                                        | 4 986 457             |                                                                                        |                                                                                                  |                        |
| ‍Créteil - Université                     | ‍         | 77                 | ‍9 de setembro de 1974                                                                                           | Superfície                 | Créteil                                                                                        | 3 530 174             |                                                                                        |                                                                                                  |                        |
| Crimée                                  | ‍         | 78                 | ‍5 de novembro de 1910                                                                                           | Subterrânea                | Paris Predefinição:19e                                                                         | 6 613 387             |                                                                                        |                                                                                                  |                        |
| Croix de Chavaux                        | ‍         | 79                 | ‍14 de outubro de 1937                                                                                           | Subterrânea                | Montreuil                                                                                      | 5 116 243             |                                                                                        |                                                                                                  |                        |
| Danube                                  | ‍         | 80                 | ‍18 de janeiro de 1911                                                                                           | Subterrânea                | Paris Predefinição:19e                                                                         | 636 385               | plataforma somente direção Louis Blanc                                                 |                                                                                                  |                        |
| Daumesnil                               | ‍         | 81                 | ‍ : ‍1er de março de 1909 ‍ : ‍5 de maio de 1931                                                                       | Subterrânea                | Paris Predefinição:12e                                                                         | 5 379 401             |                                                                                        |                                                                                                  |                        |
| Denfert-Rochereau                       | ‍         | 82                 | ‍ : ‍30 de outubro de 1909 ‍ : ‍24 de abril de 1906                                                                    | Subterrânea                | Paris Predefinição:14e                                                                         | 4 277 194             | ‍                                                                                       |                                                                                                  |                        |
| Dugommier                               | ‍         | 83                 | ‍1er de março de 1909                                                                                            | Subterrânea                | Paris Predefinição:12e                                                                         | 2 405 462             | (até 1939 : Charenton)                                                                 |                                                                                                  |                        |
| Dupleix                                 | ‍         | 84                 | ‍24 de abril de 1906                                                                                             | Elevada                    | Paris Predefinição:15e                                                                         | 3 852 225             |                                                                                        |                                                                                                  |                        |
| Duroc                                   | ‍         | 85                 | ‍ : ‍29 de julho de 1937 ‍ : ‍30 de dezembro de 1923                                                                   | Subterrânea                | Paris Predefinição:6e, Paris Predefinição:7e, Paris Predefinição:15e                           | 3 509 587             |                                                                                        |                                                                                                  |                        |
| École Militaire                         | ‍         | 86                 | ‍13 de julho de 1913                                                                                             | Subterrânea                | Paris Predefinição:7e                                                                          | 4 565 508             |                                                                                        |                                                                                                  |                        |
| École Vétérinaire de Maisons-Alfort     | ‍         | 87                 | ‍19 de setembro de 1970                                                                                          | Subterrânea                | de maio desons-Alfort                                                                          | 3 251 160             | (até 1996 : Maisons-Alfort - École vétérinaire)                                        |                                                                                                  |                        |
| Edgar Quinet                            | ‍         | 88                 | ‍24 de abril de 1906                                                                                             | Subterrânea                | Paris Predefinição:14e                                                                         | 2 165 227             |                                                                                        |                                                                                                  |                        |
| Église d'Auteuil                        | ‍         | 89                 | ‍30 de setembro de 1913                                                                                          | Subterrânea                | Paris Predefinição:16e                                                                         | 174 893               | (até 1921 : Wilhem) plataforma somente direção Boulogne                                |                                                                                                  |                        |
| ‍Église de Pantin                         | ‍         | 90                 | ‍12 de outubro de 1942                                                                                           | Subterrânea                | Pantin                                                                                         | 3 597 030             |                                                                                        |                                                                                                  |                        |
| Esplanade de La Défense                 | ‍         | 91                 | ‍1er de abril de 1992                                                                                            | Subterrânea                | Courbevoie, Puteaux                                                                            | 10 280 556            |                                                                                        |                                                                                                  |                        |
| ‍Étienne Marcel                           | ‍         | 92                 | ‍21 de abril de 1908                                                                                             | Subterrânea                | Paris Predefinição:1er, Paris Predefinição:2e                                                  | 3 033 877             |                                                                                        |                                                                                                  |                        |
| Europe                                  | ‍         | 93                 | ‍19 de outubro de 1904                                                                                           | Subterrânea                | Paris Predefinição:8e                                                                          | 1 557 149             |                                                                                        |                                                                                                  |                        |
| Exelmans                                | ‍         | 94                 | ‍8 de novembro de 1922                                                                                           | Subterrânea                | Paris Predefinição:16e                                                                         | 2 029 772             |                                                                                        |                                                                                                  |                        |
| Faidherbe - Chaligny                    | ‍         | 95                 | ‍5 de maio de 1931                                                                                               | Subterrânea                | Paris Predefinição:11e, Paris Predefinição:12e                                                 | 3 130 250             |                                                                                        |                                                                                                  |                        |
| Falguière                               | ‍         | 96                 | ‍5 de novembro de 1910                                                                                           | Subterrânea                | Paris Predefinição:15e                                                                         | 875 978               |                                                                                        |                                                                                                  |                        |
| ‍Félix Faure                              | ‍         | 97                 | ‍27 de julho de 1937                                                                                             | Subterrânea                | Paris Predefinição:15e                                                                         | 1 810 078             |                                                                                        |                                                                                                  |                        |
| Filles du Calvaire                      | ‍         | 98                 | ‍5 de maio de 1931                                                                                               | Subterrânea                | Paris Predefinição:3e, Paris Predefinição:11e                                                  | 1 749 843             |                                                                                        |                                                                                                  |                        |
| Fort d'Aubervilliers                    | ‍         | 99                 | ‍4 de outubro de 1979                                                                                            | Subterrânea                | Aubervilliers                                                                                  | 3 766 935             |                                                                                        |                                                                                                  |                        |
| Franklin D. Roosevelt                   | ‍         | 100                | ‍ : ‍19 de julho de 1900 ‍ : ‍27 de maio de 1923                                                                       | Subterrânea                | Paris Predefinição:8e                                                                          | 11 571 562            | (até 1942 : Marbeuf ; de 1942 a 1946 : Marbeuf - Rond-Point des Champs-Élysées)        |                                                                                                  |                        |
| Front Populaire                         | ‍         | 101                | ‍18 de dezembro de 2012                                                                                          | Subterrânea                | Aubervilliers, Saint-Denis                                                                     | 2 561 027             |                                                                                        |                                                                                                  |                        |
| Gabriel Péri                            | ‍         | 102                | ‍3 de maio de 1980                                                                                               | Subterrânea                | Asnières-sur-Seine, Gennevilliers                                                              | 5 235 722             | (até 2008 : Gabriel Péri – Asnières – Gennevilliers)                                   |                                                                                                  |                        |
| ‍Gaîté                                    | ‍         | 103                | ‍21 de janeiro de 1937                                                                                           | Subterrânea                | Paris Predefinição:14e                                                                         | 3 080 750             |                                                                                        |                                                                                                  |                        |
| Gallieni                                | ‍         | 104                | ‍2 de abril de 1971                                                                                              | Subterrânea                | Bagnolet                                                                                       | 6 075 015             |                                                                                        |                                                                                                  |                        |
| Gambetta                                | ‍         | 105                | ‍25 de janeiro de 1905                                                                                           | Subterrânea                | Paris Predefinição:20e                                                                         | 7 142 788             |                                                                                        |                                                                                                  |                        |
| Gare d'Austerlitz                       | ‍         | 106                | ‍ : ‍2 de junho de 1906 ‍ : ‍12 de julho de 1939                                                                       | ‍ : Elevada ‍ : Subterrânea    | Paris Predefinição:5e, Paris Predefinição:13e                                                  | 9 295 236             | ‍ Intercités TER Centre-Val de Loire                                                     | (até 1930 : Gare d'Orléans ; de 1930 a 1979 : Gare d'Orléans - Austerlitz)                       |                        |
| Gare de l'Est                           | ‍         | 107                | ‍ : ‍21 de abril de 1908 ‍ : ‍15 de novembro de 1907 ‍ : ‍5 de novembro de 1910                                            | Subterrânea                | Paris Predefinição:10e                                                                         | 20 377 794            | ‍, TGV, Intercités, TER Vallée de la Marne                                               | ‍ : plataformas comuns entre as duas linhas                                                        |                        |
| Gare de Lyon                            | ‍         | 108                | ‍ : ‍19 de julho de 1900 ‍ :‍15 de outubro de 1998                                                                     | Subterrânea                | Paris Predefinição:12e                                                                         | 35 926 081            | ‍ , TGV, Thello, TER Bourgogne                                                           |                                                                                                  |                        |
| Gare du Nord                            | ‍         | 109                | ‍ : ‍21 de abril de 1908 ‍ : ‍15 de novembro de 1907                                                                   | Subterrânea                | Paris Predefinição:10e                                                                         | 50 793 797            | ‍ , Eurostar, Thalys, TGV, Intercités, TER Picardie ‍ (Magenta)                            | estação da linha 5 movida em 5 de outubro de 1942                                                |                        |
| Garibaldi                               | ‍         | 110                | ‍30 de junho de 1952                                                                                             | Subterrânea                | Saint-Ouen                                                                                     | 3 341 274             |                                                                                        |                                                                                                  |                        |
| George V                                | ‍         | 111                | ‍13 de agosto de 1900                                                                                            | Subterrânea                | Paris Predefinição:8e                                                                          | 6 127 964             | (até 1920 : Alma)                                                                      |                                                                                                  |                        |
| Glacière                                | ‍         | 112                | ‍24 de abril de 1906                                                                                             | Elevada                    | Paris Predefinição:13e                                                                         | 5 083 429             |                                                                                        |                                                                                                  |                        |
| Goncourt                                | ‍         | 113                | ‍28 de abril de 1935                                                                                             | Subterrânea                | Paris Predefinição:10e, Paris Predefinição:11e                                                 | 3 464 374             |                                                                                        |                                                                                                  |                        |
| Grands Boulevards                       | ‍         | 114                | ‍ : ‍5 de maio de 1931 ‍ : ‍10 de dezembro de 1933                                                                     | Subterrânea                | Paris Predefinição:2e, Paris Predefinição:9e                                                   | 6 921 912             | (até 1998 : Montmartre depois Rue Montmartre)                                          |                                                                                                  |                        |
| Guy Môquet                              | ‍         | 115                | ‍26 de fevereiro de 1911                                                                                         | Subterrânea                | Paris Predefinição:17e, Paris Predefinição:18e                                                 | 4 577 860             | (até 1912 : Carrefour Marcadet ; de 1912 a 1946 : Marcadet - Balagny)                  |                                                                                                  |                        |
| Havre - Caumartin                       | ‍         | 116                | ‍ : ‍19 de outubro de 1904 ‍ : ‍3 de junho de 1923                                                                     | Subterrânea                | Paris Predefinição:9e                                                                          | 7 506 005             | ‍ (Auber) ‍ (Haussmann - Saint-Lazare)                                                     | (até 1926 : Caumartin)                                                                           |                        |
| Hoche                                   | ‍         | 117                | ‍12 de outubro de 1942                                                                                           | Subterrânea                | Pantin                                                                                         | 4 896 236             |                                                                                        |                                                                                                  |                        |
| Hôtel de Ville                          | ‍         | 118                | ‍ : ‍19 de julho de 1900 ‍ : ‍28 de abril de 1935                                                                      | Subterrânea                | Paris Predefinição:4e                                                                          | 12 201 851            |                                                                                        |                                                                                                  |                        |
| ‍Iéna                                     | ‍         | 119                | ‍27 de maio de 1923                                                                                              | Subterrânea                | Paris Predefinição:16e                                                                         | 2 374 498             |                                                                                        |                                                                                                  |                        |
| Invalides                               | ‍         | 120                | ‍ : ‍13 de julho de 1913 ‍ : ‍30 de dezembro de 1923                                                                   | Subterrânea                | Paris Predefinição:7e                                                                          | 6 583 254             | ‍                                                                                       | ligne 13 : ligne 10 de l'ouverture a 1937, ligne 14 de 1937 a 1976                               |                        |
| Jacques Bonsergent                      | ‍         | 121                | ‍17 de dezembro de 1906                                                                                          | Subterrânea                | Paris Predefinição:10e                                                                         | 2 591 769             | (até 1946 : Lancry)                                                                    |                                                                                                  |                        |
| Jasmin                                  | ‍         | 122                | ‍8 de novembro de 1922                                                                                           | Subterrânea                | Paris Predefinição:16e                                                                         | 2 017 822             |                                                                                        |                                                                                                  |                        |
| Jaurès                                  | ‍         | 123                | ‍ : ‍23 de fevereiro de 1903 ‍ : ‍12 de outubro de 1942 ‍ : ‍18 de janeiro de 1911                                         | ‍ : Elevada ‍ : Subterrânea    | Paris Predefinição:10e, Paris Predefinição:19e                                                 | 6 475 842             | (até 1914 : Rue d'Allemagne) linha 7bis: linha 7 da abertura em 1967                   |                                                                                                  |                        |
| Javel - André Citroën                   | ‍         | 124                | ‍30 de setembro de 1913                                                                                          | Subterrânea                | Paris Predefinição:15e                                                                         | 2 813 391             | ‍ (Javel)                                                                                |                                                                                                  |                        |
| Jourdain                                | ‍         | 125                | ‍28 de abril de 1935                                                                                             | Subterrânea                | Paris Predefinição:19e, Paris Predefinição:20e                                                 | 3 418 774             |                                                                                        |                                                                                                  |                        |
| Jules Joffrin                           | ‍         | 126                | ‍31 de outubro de 1912                                                                                           | Subterrânea                | Paris Predefinição:18e                                                                         | 4 409 922             |                                                                                        |                                                                                                  |                        |
| Jussieu                                 | ‍         | 127                | ‍26 de abril de 1931                                                                                             | Subterrânea                | Paris Predefinição:5e                                                                          | 4 162 809             |                                                                                        |                                                                                                  |                        |
| Kléber                                  | ‍         | 128                | ‍2 de outubro de 1900                                                                                            | Subterrânea                | Paris Predefinição:16e                                                                         | 1 266 145             | Terminal técnico (regulação)                                                           |                                                                                                  |                        |
| La Chapelle                             | ‍         | 129                | ‍31 de janeiro de 1903                                                                                           | Elevada                    | Paris Predefinição:10e, Paris Predefinição:18e                                                 | 6 622 224             | ‍ , ‍ , Eurostar, Thalys, TGV, Intercités, TER Picardie (Gare du Nord) ‍ (Magenta)           |                                                                                                  |                        |
| La Courneuve - 8 Mai 1945               | ‍         | 130                | ‍6 de maio de 1987                                                                                               | Subterrânea                | La Courneuve                                                                                   | 5 662 148             | ‍                                                                                       |                                                                                                  |                        |
| La Défense                              | ‍         | 131                | ‍1er de abril de 1992                                                                                            | Subterrânea                | Puteaux                                                                                        | 15 044 588            | ‍                                                                                       | (até 1997 : Grande Arche de la Défense)                                                          |                        |
| La Fourche                              | ‍         | 132                | ‍26 de fevereiro de 1911                                                                                         | Subterrânea                | Paris Predefinição:17e, Paris Predefinição:18e                                                 | 2 786 656             |                                                                                        |                                                                                                  |                        |
| La Motte-Picquet - Grenelle             | ‍         | 133                | ‍ : ‍24 de abril de 1906 ‍ : ‍13 de julho de 1913 ‍ : ‍29 de julho de 1937                                                 | ‍ : Elevada, ‍ : Subterrânea   | Paris Predefinição:15e                                                                         | 7 972 850             | (até 1913 : La Motte-Picquet) ‍ : plataforma comum para uma direção                      |                                                                                                  |                        |
| La Muette                               | ‍         | 134                | ‍8 de novembro de 1922                                                                                           | Subterrânea                | Paris Predefinição:16e                                                                         | 4 050 143             | ‍                                                                                       | (Boulainvilliers)                                                                                |                        |
| La Tour-Maubourg                        | ‍         | 135                | ‍13 de julho de 1913                                                                                             | Subterrânea                | Paris Predefinição:7e                                                                          | 2 107 616             |                                                                                        |                                                                                                  |                        |
| Lamarck - Caulaincourt                  | ‍         | 136                | ‍31 de outubro de 1912                                                                                           | Subterrânea                | Paris Predefinição:18e                                                                         | 2 993 657             |                                                                                        |                                                                                                  |                        |
| Laumière                                | ‍         | 137                | ‍12 de outubro de 1942                                                                                           | Subterrânea                | Paris Predefinição:19e                                                                         | 4 422 042             |                                                                                        |                                                                                                  |                        |
| Le Kremlin-Bicêtre                      | ‍         | 138                | ‍10 de dezembro de 1982                                                                                          | Subterrânea                | Le Kremlin-Bicêtre                                                                             | 4 344 822             |                                                                                        |                                                                                                  |                        |
| Le Peletier                             | ‍         | 139                | ‍6 de junho de 1911                                                                                              | Subterrânea                | Paris Predefinição:9e                                                                          | 2 258 174             |                                                                                        |                                                                                                  |                        |
| Ledru-Rollin                            | ‍         | 140                | ‍5 de maio de 1931                                                                                               | Subterrânea                | Paris Predefinição:11e, Paris Predefinição:12e                                                 | 3 820 123             |                                                                                        |                                                                                                  |                        |
| Les Agnettes                            | ‍         | 141                | ‍14 de junho de 2008                                                                                             | Subterrânea                | Asnières-sur-Seine, Gennevilliers                                                              | 2 325 129             |                                                                                        |                                                                                                  |                        |
| Les Courtilles                          | ‍         | 142                | ‍14 de junho de 2008                                                                                             | Subterrânea                | Asnières-sur-Seine, Gennevilliers                                                              | 4 033 364             | ‍                                                                                       |                                                                                                  |                        |
| Les Gobelins                            | ‍         | 143                | ‍15 de fevereiro de 1930                                                                                         | Subterrânea                | Paris Predefinição:5e, Paris Predefinição:13e                                                  | 3 562 482             |                                                                                        |                                                                                                  |                        |
| Les Halles                              | ‍         | 144                | ‍21 de abril de 1908                                                                                             | Subterrânea                | Paris Predefinição:1er                                                                         | 17 384 446            | ‍ (Châtelet - Les Halles)                                                                | estação movida                                                                                   |                        |
| Les Sablons                             | ‍         | 145                | ‍29 de abril de 1937                                                                                             | Subterrânea                | Neuilly-sur-Seine                                                                              | 5 795 500             |                                                                                        |                                                                                                  |                        |
| Liberté                                 | ‍         | 146                | ‍5 de outubro de 1942                                                                                            | Subterrânea                | Charenton-le-Pont                                                                              | 2 581 261             |                                                                                        |                                                                                                  |                        |
| Liège                                   | ‍         | 147                | ‍26 de fevereiro de 1911                                                                                         | Subterrânea                | Paris Predefinição:8e, Paris Predefinição:9e                                                   | 1 676 715             | (até 1914 : Berlin) plataformas sobrepostas, fechada de 1939 a 1968                    |                                                                                                  |                        |
| Louis Blanc                             | ‍         | 148                | ‍23 de novembro de 1910                                                                                          | Subterrânea                | Paris Predefinição:10e                                                                         | 2 395 333             | plataformas comuns entre as duas linhas ; linha 7 bis a partir de 1967                 |                                                                                                  |                        |
| Louise Michel                           | ‍         | 149                | ‍24 de setembro de 1937                                                                                          | Subterrânea                | Levallois-Perret                                                                               | 3 583 779             | (até 1946 : Vallier)                                                                   |                                                                                                  |                        |
| Lourmel                                 | ‍         | 150                | ‍27 de julho de 1937                                                                                             | Subterrânea                | Paris Predefinição:15e                                                                         | 2 412 341             |                                                                                        |                                                                                                  |                        |
| Louvre - Rivoli                         | ‍         | 151                | ‍13 de agosto de 1900                                                                                            | Subterrânea                | Paris Predefinição:1er                                                                         | 2 050 455             | (até 1989 : Louvre)                                                                    |                                                                                                  |                        |
| Mabillon                                | ‍         | 152                | ‍10 de março de 1925                                                                                             | Subterrânea                | Paris Predefinição:6e                                                                          | 1 794 086             |                                                                                        |                                                                                                  |                        |
| Madeleine                               | ‍         | 153                | ‍ : ‍13 de julho de 1913 ‍ : ‍5 de novembro de 1910 ‍ : ‍15 de novembro de 1998                                            | Subterrânea                | Paris Predefinição:8e                                                                          | 6 940 577             |                                                                                        |                                                                                                  |                        |
| Mairie d'Aubervilliers                  | ‍         | 154                | Predefinição:Date-                                                                                             | Subterrânea                | Aubervilliers                                                                                  | /                     | Mairie d'Aubervillliers                                                                |                                                                                                  |                        |
| Mairie d'Issy                           | ‍         | 155                | ‍24 de março de 1934                                                                                             | Subterrânea                | Issy-les-Moulineaux                                                                            | 4 254 618             |                                                                                        |                                                                                                  |                        |
| Mairie d'Ivry                           | ‍         | 156                | ‍1er de maio de 1946                                                                                             | Subterrânea                | Ivry-sur-Seine                                                                                 | 3 003 702             |                                                                                        |                                                                                                  |                        |
| Mairie de Clichy                        | ‍         | 157                | ‍3 de maio de 1980                                                                                               | Subterrânea                | Clichy                                                                                         | 7 138 355             |                                                                                        |                                                                                                  |                        |
| Mairie de Montreuil                     | ‍         | 158                | ‍14 de outubro de 1937                                                                                           | Subterrânea                | Montreuil                                                                                      | 6 642 631             |                                                                                        |                                                                                                  |                        |
| Mairie de Montrouge                     | ‍         | 159                | ‍23 de março de 2013                                                                                             | Subterrânea                | Montrouge                                                                                      | 5 757 464             |                                                                                        |                                                                                                  |                        |
| Mairie de Saint-Ouen                    | ‍         | 160                | ‍ : ‍30 de junho de 1952 ‍ : ‍14 de dezembro de 2020                                                                   | Subterrânea                | Saint-Ouen                                                                                     | 3 905 486             |                                                                                        |                                                                                                  |                        |
| Mairie des Lilas                        | ‍         | 161                | ‍17 de fevereiro de 1937                                                                                         | Subterrânea                | Les Lilas                                                                                      | 4 647 162             |                                                                                        |                                                                                                  |                        |
| Maison Blanche                          | ‍         | 162                | ‍7 de março de 1930                                                                                              | Subterrânea                | Paris Predefinição:13e                                                                         | 2 028 338             |                                                                                        |                                                                                                  |                        |
| Maisons-Alfort - Les Juilliottes        | ‍         | 163                | ‍24 de abril de 1972                                                                                             | Subterrânea                | de maio desons-Alfort                                                                          | 2 124 343             |                                                                                        |                                                                                                  |                        |
| Maisons-Alfort - Stade                  | ‍         | 164                | ‍19 de setembro de 1970                                                                                          | Subterrânea                | de maio desons-Alfort                                                                          | 1 807 992             |                                                                                        |                                                                                                  |                        |
| Malakoff - Plateau de Vanves            | ‍         | 165                | ‍9 de novembro de 1976                                                                                           | Subterrânea                | Malakoff                                                                                       | 3 693 265             |                                                                                        |                                                                                                  |                        |
| Malakoff - Rue Étienne-Dolet            | ‍         | 166                | ‍9 de novembro de 1976                                                                                           | Elevada                    | Malakoff                                                                                       | 1 832 499             |                                                                                        |                                                                                                  |                        |
| Malesherbes                             | ‍         | 167                | ‍23 de maio de 1910                                                                                              | Subterrânea                | Paris Predefinição:17e                                                                         | 2 604 947             |                                                                                        |                                                                                                  |                        |
| Maraîchers                              | ‍         | 168                | ‍10 de dezembro de 1933                                                                                          | Subterrânea                | Paris Predefinição:20e                                                                         | 2 726 569             |                                                                                        |                                                                                                  |                        |
| Marcadet - Poissonniers                 | ‍         | 169                | ‍ : ‍21 de abril de 1908 ‍ : ‍23 de agosto de 1916                                                                     | Subterrânea                | Paris Predefinição:18e                                                                         | 6 434 442             | (até 1931 : Marcadet para a linha 4, Poissonniers para a linha 12)                     |                                                                                                  |                        |
| Marcel Sembat                           | ‍         | 170                | ‍3 de fevereiro de 1934                                                                                          | Subterrânea                | Boulogne-Billancourt                                                                           | 5 783 355             |                                                                                        |                                                                                                  |                        |
| Marx Dormoy                             | ‍         | 171                | ‍23 de agosto de 1916                                                                                            | Subterrânea                | Paris Predefinição:18e                                                                         | 3 676 216             | (até 1946 : Torcy)                                                                     |                                                                                                  |                        |
| Maubert - Mutualité                     | ‍         | 172                | ‍15 de fevereiro de 1930                                                                                         | Subterrânea                | Paris Predefinição:5e                                                                          | 2 362 705             |                                                                                        |                                                                                                  |                        |
| ‍Ménilmontant                             | ‍         | 173                | ‍31 de janeiro de 1903                                                                                           | Subterrânea                | Paris Predefinição:11e, Paris Predefinição:20e                                                 | 4 359 246             |                                                                                        |                                                                                                  |                        |
| Michel Bizot                            | ‍         | 174                | ‍5 de maio de 1931                                                                                               | Subterrânea                | Paris Predefinição:12e                                                                         | 2 015 679             |                                                                                        |                                                                                                  |                        |
| Michel-Ange - Auteuil                   | ‍         | 175                | ‍ : ‍8 de novembro de 1922 ‍ : ‍30 de setembro de 1913                                                                 | Subterrânea                | Paris Predefinição:16e                                                                         | 2 107 124             | ‍ : plataforma somente direção Boulogne e linha 8 da abertura em 1937                    |                                                                                                  |                        |
| Michel-Ange - Molitor                   | ‍         | 176                | ‍ : ‍8 de novembro de 1922 ‍ : ‍30 de setembro de 1913                                                                 | Subterrânea                | Paris Predefinição:16e                                                                         | 2 101 155             | ‍ : plataforma somente direção Gare d'Austerlitz e linha 8 da abertura em 1937           |                                                                                                  |                        |
| Mirabeau                                | ‍         | 177                | ‍30 de setembro de 1913                                                                                          | Subterrânea                | Paris Predefinição:16e                                                                         | 1 371 020             | plataforma somente direção Gare d'Austerlitz                                           |                                                                                                  |                        |
| Miromesnil                              | ‍         | 178                | ‍ : ‍27 de maio de 1923 ‍ : ‍27 de junho de 1973                                                                       | Subterrânea                | Paris Predefinição:8e                                                                          | 5 884 392             |                                                                                        |                                                                                                  |                        |
| Monceau                                 | ‍         | 179                | ‍7 de outubro de 1902                                                                                            | Subterrânea                | Paris Predefinição:8e, Paris Predefinição:17e                                                  | 1 662 064             |                                                                                        |                                                                                                  |                        |
| Montgallet                              | ‍         | 180                | ‍5 de maio de 1931                                                                                               | Subterrânea                | Paris Predefinição:12e                                                                         | 1 767 323             |                                                                                        |                                                                                                  |                        |
| Montparnasse - Bienvenüe                | ‍         | 181                | ‍ : ‍9 de janeiro de 1910 ‍ : ‍24 de abril de 1906 ‍ : ‍5 de novembro de 1910 ‍ : ‍21 de janeiro de 1937                       | Subterrânea                | Paris Predefinição:6e, Paris Predefinição:14e, Paris Predefinição:15e                          | 31 229 210            | ‍, TGV, Intercités, TER (Paris-Montparnasse)                                             | (até 1946 : diferentes nomes de acordo com as linhas; ver o artigo sobre a estação)              |                        |
| Mouton-Duvernet                         | ‍         | 182                | ‍30 de outubro de 1909                                                                                           | Subterrânea                | Paris Predefinição:14e                                                                         | 1 755 408             |                                                                                        |                                                                                                  |                        |
| Nation                                  | ‍         | 183                | ‍ : ‍19 de julho de 1900 ‍ : ‍2 de abril de 1903 ‍ : ‍1er de abril de 1909 ‍ : ‍10 de dezembro de 1933                         | Subterrânea                | Paris Predefinição:11e, Paris Predefinição:12e                                                 | 8 939 092             | ‍                                                                                       |                                                                                                  |                        |
| Nationale                               | ‍         | 184                | ‍1er de março de 1909                                                                                            | Elevada                    | Paris Predefinição:13e                                                                         | 2 666 856             |                                                                                        |                                                                                                  |                        |
| Notre-Dame-de-Lorette                   | ‍         | 185                | ‍5 de novembro de 1910                                                                                           | Subterrânea                | Paris Predefinição:9e                                                                          | 2 853 470             |                                                                                        |                                                                                                  |                        |
| Notre-Dame-des-Champs                   | ‍         | 186                | ‍5 de novembro de 1910                                                                                           | Subterrânea                | Paris Predefinição:6e                                                                          | 2 016 157             |                                                                                        |                                                                                                  |                        |
| Oberkampf                               | ‍         | 187                | ‍ : ‍15 de janeiro de 1907 ‍ : ‍10 de dezembro de 1933                                                                 | Subterrânea                | Paris Predefinição:11e                                                                         | 3 978 333             |                                                                                        |                                                                                                  |                        |
| Odéon                                   | ‍         | 188                | ‍ : ‍9 de janeiro de 1910 ‍ : ‍14 de fevereiro de 1926                                                                 | Subterrânea                | Paris Predefinição:6e                                                                          | 5 926 500             |                                                                                        |                                                                                                  |                        |
| Olympiades                              | ‍         | 189                | ‍26 de junho de 2007                                                                                             | Subterrânea                | Paris Predefinição:13e                                                                         | 6 993 593             |                                                                                        |                                                                                                  |                        |
| Opéra                                   | ‍         | 190                | ‍ : ‍19 de outubro de 1904 ‍ : ‍5 de novembro de 1910 ‍ : ‍13 de julho de 1913                                             | Subterrânea                | Paris Predefinição:2e, Paris Predefinição:9e                                                   | 11 717 705            | ‍ (Auber)                                                                                |                                                                                                  |                        |
| Ourcq                                   | ‍         | 191                | ‍21 de março de 1947                                                                                             | Subterrânea                | Paris Predefinição:19e                                                                         | 3 903 423             |                                                                                        |                                                                                                  |                        |
| Palais-Royal - Musée du Louvre          | ‍         | 192                | ‍ : ‍19 de julho de 1900 ‍ : ‍1er de julho de 1916                                                                     | Subterrânea                | Paris Predefinição:1er                                                                         | 10 060 631            | (até 1989 : Palais-Royal)                                                              |                                                                                                  |                        |
| Parmentier                              | ‍         | 193                | ‍19 de outubro de 1904                                                                                           | Subterrânea                | Paris Predefinição:11e                                                                         | 2 570 537             |                                                                                        |                                                                                                  |                        |
| Passy                                   | ‍         | 194                | ‍6 de novembro de 1903                                                                                           | Superfície                 | Paris Predefinição:16e                                                                         | 3 826 751             |                                                                                        |                                                                                                  |                        |
| Pasteur                                 | ‍         | 195                | ‍ : ‍24 de abril de 1906 ‍ : ‍5 de novembro de 1910                                                                    | Subterrânea                | Paris Predefinição:15e                                                                         | 4 849 120             |                                                                                        |                                                                                                  |                        |
| Pelleport                               | ‍         | 196                | ‍27 de novembro de 1921                                                                                          | Subterrânea                | Paris Predefinição:20e                                                                         | 363 122               |                                                                                        |                                                                                                  |                        |
| ‍Père Lachaise                            | ‍         | 197                | ‍ : ‍25 de fevereiro de 1903 ‍ : ‍19 de outubro de 1904                                                                | Subterrânea                | Paris Predefinição:11e, Paris Predefinição:20e                                                 | 4 824 175             |                                                                                        |                                                                                                  |                        |
| Pereire                                 | ‍         | 198                | ‍23 de maio de 1910                                                                                              | Subterrânea                | Paris Predefinição:17e                                                                         | 4 643 622             | ‍ (Pereire - Levallois)                                                                  |                                                                                                  |                        |
| Pernety                                 | ‍         | 199                | ‍21 de janeiro de 1937                                                                                           | Subterrânea                | Paris Predefinição:14e                                                                         | 3 189 684             |                                                                                        |                                                                                                  |                        |
| Philippe Auguste                        | ‍         | 200                | ‍31 de janeiro de 1903                                                                                           | Subterrânea                | Paris Predefinição:11e, Paris Predefinição:20e                                                 | 1 854 806             |                                                                                        |                                                                                                  |                        |
| Picpus                                  | ‍         | 201                | ‍1er de março de 1909                                                                                            | Subterrânea                | Paris Predefinição:12e                                                                         | 1 321 636             | (até 1937 : Saint-Mandé)                                                               |                                                                                                  |                        |
| Pierre et Marie Curie                   | ‍         | 202                | ‍1er de maio de 1946                                                                                             | Subterrânea                | Ivry-sur-Seine                                                                                 | 1 457 937             | (até 2007 : Pierre Curie)                                                              |                                                                                                  |                        |
| Pigalle                                 | ‍         | 203                | ‍ : ‍7 de outubro de 1902 ‍ : ‍8 de abril de 1911                                                                      | Subterrânea                | Paris Predefinição:9e, Paris Predefinição:18e                                                  | 5 890 360             |                                                                                        |                                                                                                  |                        |
| Place d'Italie                          | ‍         | 204                | ‍ : ‍24 de abril de 1906 ‍ : ‍1er de março de 1909 ‍ : ‍15 de fevereiro de 1930                                            | Subterrânea                | Paris Predefinição:13e                                                                         | 11 631 649            |                                                                                        |                                                                                                  |                        |
| Place de Clichy                         | ‍         | 205                | ‍ : ‍7 de outubro de 1902 ‍ : ‍26 de fevereiro de 1911                                                                 | Subterrânea                | Paris Predefinição:8e, Paris Predefinição:9e, Paris Predefinição:17e, Paris Predefinição:18e   | 9 186 051             |                                                                                        |                                                                                                  |                        |
| Place des Fêtes                         | ‍         | 206                | ‍ : ‍18 de julho de 1911 ‍ : ‍28 de abril de 1935                                                                      | Subterrânea                | Paris Predefinição:19e                                                                         | 3 130 045             | ‍ : plataforma somente direção Pré-Saint-Gervais e linha 7 da abertura a 1967            |                                                                                                  |                        |
| Place Monge                             | ‍         | 207                | ‍15 de fevereiro de 1930                                                                                         | Subterrânea                | Paris Predefinição:5e                                                                          | 2 995 211             |                                                                                        |                                                                                                  |                        |
| Plaisance                               | ‍         | 208                | ‍21 de janeiro de 1937                                                                                           | Subterrânea                | Paris Predefinição:14e                                                                         | 4 874 104             |                                                                                        |                                                                                                  |                        |
| Pointe du Lac                           | ‍         | 209                | ‍8 de outubro de 2011                                                                                            | Superfície                 | Créteil                                                                                        | 2 595 126             |                                                                                        |                                                                                                  |                        |
| Poissonnière                            | ‍         | 210                | ‍5 de novembro de 1910                                                                                           | Subterrânea                | Paris Predefinição:9e, Paris Predefinição:10e                                                  | 3 570 452             |                                                                                        |                                                                                                  |                        |
| Pont de Levallois - Bécon               | ‍         | 211                | ‍24 de setembro de 1937                                                                                          | Subterrânea                | Levallois-Perret                                                                               | 4 969 844             |                                                                                        |                                                                                                  |                        |
| Pont de Neuilly                         | ‍         | 212                | ‍29 de abril de 1937                                                                                             | Subterrânea                | Neuilly-sur-Seine                                                                              | 6 786 803             |                                                                                        |                                                                                                  |                        |
| Pont de Sèvres                          | ‍         | 213                | ‍3 de fevereiro de 1934                                                                                          | Subterrânea                | Boulogne-Billancourt                                                                           | 4 707 039             |                                                                                        |                                                                                                  |                        |
| Pont Cardinet                           | ‍         | 214                | ‍14 de dezembro de 2020                                                                                          | Subterrânea                | Paris Predefinição:17e                                                                         | 4 168 538             | Ligne L du Transilien                                                                  |                                                                                                  |                        |
| Pont Marie                              | ‍         | 215                | ‍16 de abril de 1926                                                                                             | Subterrânea                | Paris Predefinição:4e                                                                          | 1 623 168             |                                                                                        |                                                                                                  |                        |
| Pont Neuf                               | ‍         | 216                | ‍16 de abril de 1926                                                                                             | Subterrânea                | Paris Predefinição:1er                                                                         | 1 626 784             |                                                                                        |                                                                                                  |                        |
| Porte Dauphine                          | ‍         | 217                | ‍13 de dezembro de 1900                                                                                          | Subterrânea                | Paris Predefinição:16e                                                                         | 2 866 342             | ‍ (Avenue Foch)                                                                          |                                                                                                  |                        |
| Porte d'Auteuil                         | ‍         | 218                | ‍30 de setembro de 1913                                                                                          | Subterrânea                | Paris Predefinição:16e                                                                         | 671 481               | plataforma somente direção Boulogne                                                    |                                                                                                  |                        |
| Porte de Bagnolet                       | ‍         | 219                | ‍2 de abril de 1971                                                                                              | Subterrânea                | Paris Predefinição:20e                                                                         | 4 390 819             | ‍                                                                                       |                                                                                                  |                        |
| Porte de Champerret                     | ‍         | 220                | ‍15 de fevereiro de 1911                                                                                         | Subterrânea                | Paris Predefinição:17e                                                                         | 3 535 763             |                                                                                        |                                                                                                  |                        |
| Porte de Charenton                      | ‍         | 221                | ‍5 de maio de 1931                                                                                               | Subterrânea                | Paris Predefinição:12e                                                                         | 2 025 127             | ‍                                                                                       |                                                                                                  |                        |
| Porte de Choisy                         | ‍         | 222                | ‍7 de março de 1930                                                                                              | Subterrânea                | Paris Predefinição:13e                                                                         | 3 073 748             | ‍                                                                                       |                                                                                                  |                        |
| Porte de Clichy                         | ‍         | 223                | ‍ : ‍20 de janeiro de 1912 ‍ : ‍28 de janeiro de 2021                                                                  | Subterrânea                | Paris Predefinição:17e                                                                         | 4 039 039             | ‍                                                                                       |                                                                                                  |                        |
| Porte de Clignancourt                   | ‍         | 224                | ‍21 de abril de 1908                                                                                             | Subterrânea                | Paris Predefinição:18e                                                                         | 8 471 130             |                                                                                        |                                                                                                  |                        |
| Porte de la Chapelle                    | ‍         | 225                | ‍23 de agosto de 1916                                                                                            | Subterrânea                | Paris Predefinição:18e                                                                         | 3 049 825             | ‍                                                                                       |                                                                                                  |                        |
| Porte de la Villette                    | ‍         | 226                | ‍5 de novembro de 1910                                                                                           | Subterrânea                | Paris Predefinição:19e                                                                         | 3 712 707             | ‍                                                                                       |                                                                                                  |                        |
| Porte de Montreuil                      | ‍         | 227                | ‍10 de dezembro de 1933                                                                                          | Subterrânea                | Paris Predefinição:20e                                                                         | 4 671 043             | ‍                                                                                       |                                                                                                  |                        |
| Porte de Pantin                         | ‍         | 228                | ‍12 de outubro de 1942                                                                                           | Subterrânea                | Paris Predefinição:19e                                                                         | 5 103 076             | ‍                                                                                       |                                                                                                  |                        |
| Porte de Saint-Cloud                    | ‍         | 229                | ‍29 de setembro de 1923                                                                                          | Subterrânea                | Paris Predefinição:16e                                                                         | 5 244 402             |                                                                                        |                                                                                                  |                        |
| Porte de Saint-Ouen                     | ‍         | 230                | ‍26 de fevereiro de 1911                                                                                         | Subterrânea                | Paris Predefinição:17e, Paris Predefinição:18e                                                 | 3 739 205             |                                                                                        |                                                                                                  |                        |
| Porte de Vanves                         | ‍         | 231                | ‍21 de janeiro de 1937                                                                                           | Subterrânea                | Paris Predefinição:14e                                                                         | 4 527 498             | ‍                                                                                       |                                                                                                  |                        |
| Porte de Versailles                     | ‍         | 232                | ‍5 de novembro de 1910                                                                                           | Subterrânea                | Paris Predefinição:15e                                                                         | 5 938 320             | ‍                                                                                       | movida                                                                                           |                        |
| Porte de Vincennes                      | ‍         | 233                | ‍19 de julho de 1900                                                                                             | Subterrânea                | Paris Predefinição:12e, Paris Predefinição:20e                                                 | 6 604 200             | ‍                                                                                       |                                                                                                  |                        |
| Porte des Lilas                         | ‍         | 234                | ‍ : ‍27 de novembro de 1921 ‍ : ‍28 de abril de 1935                                                                   | Subterrânea                | Paris Predefinição:19e, Paris Predefinição:20e                                                 | 3 695 614             | ‍                                                                                       | linha 3bis: linha 3 da abertura em 1971                                                          |                        |
| Porte d'Italie                          | ‍         | 235                | ‍7 de março de 1930                                                                                              | Subterrânea                | Paris Predefinição:13e                                                                         | 2 360 419             | ‍                                                                                       |                                                                                                  |                        |
| Porte d'Ivry                            | ‍         | 236                | ‍26 de abril de 1931                                                                                             | Subterrânea                | Paris Predefinição:13e                                                                         | 1 865 805             | ‍                                                                                       |                                                                                                  |                        |
| Porte Dorée                             | ‍         | 237                | ‍5 de maio de 1931                                                                                               | Subterrânea                | Paris Predefinição:12e                                                                         | 2 770 338             | ‍                                                                                       |                                                                                                  |                        |
| Porte d'Orléans                         | ‍         | 238                | ‍30 de outubro de 1909                                                                                           | Subterrânea                | Paris Predefinição:14e                                                                         | 6 736 894             | ‍                                                                                       |                                                                                                  |                        |
| Porte Maillot                           | ‍         | 239                | ‍19 de julho de 1900                                                                                             | Subterrânea                | Paris Predefinição:16e, Paris Predefinição:17e                                                 | 8 976 380             | ‍ (Neuilly - Porte Maillot)                                                              | movida                                                                                           |                        |
| Pré-Saint-Gervais                       | ‍         | 240                | ‍18 de janeiro de 1911                                                                                           | Subterrânea                | Paris Predefinição:19e                                                                         | 353 892               | Terminal oficial (em volta)                                                            |                                                                                                  |                        |
| Pyramides                               | ‍         | 241                | ‍ : ‍1er de julho de 1916 ‍ : ‍15 de outubro de 1998                                                                   | Subterrânea                | Paris Predefinição:1er                                                                         | 5 054 993             |                                                                                        |                                                                                                  |                        |
| Pyrénées                                | ‍         | 242                | ‍28 de abril de 1935                                                                                             | Subterrânea                | Paris Predefinição:19e, Paris Predefinição:20e                                                 | 3 370 640             |                                                                                        |                                                                                                  |                        |
| Quai de la Gare                         | ‍         | 243                | ‍1er de março de 1909                                                                                            | Elevada                    | Paris Predefinição:13e                                                                         | 3 366 477             |                                                                                        |                                                                                                  |                        |
| Quai de la Rapée                        | ‍         | 244                | ‍13 de julho de 1906                                                                                             | Superfície                 | Paris Predefinição:12e                                                                         | 1 186 493             | (até 1916 : Pont d'Austerlitz, até 1907 : Place Mazas)                                 |                                                                                                  |                        |
| Quatre- Septembre                       | ‍         | 245                | ‍3 de novembro de 1904                                                                                           | Subterrânea                | Paris Predefinição:2e                                                                          | 1 880 560             |                                                                                        |                                                                                                  |                        |
| Rambuteau                               | ‍         | 246                | ‍28 de abril de 1935                                                                                             | Subterrânea                | Paris Predefinição:3e, Paris Predefinição:4e                                                   | 4 227 507             |                                                                                        |                                                                                                  |                        |
| Ranelagh                                | ‍         | 247                | ‍8 de novembro de 1922                                                                                           | Subterrânea                | Paris Predefinição:16e                                                                         | 2 346 828             |                                                                                        |                                                                                                  |                        |
| Raspail                                 | ‍         | 248                | ‍ : ‍30 de outubro de 1909 ‍ : ‍24 de abril de 1906                                                                    | Subterrânea                | Paris Predefinição:14e                                                                         | 1 777 217             |                                                                                        |                                                                                                  |                        |
| ‍Réaumur - Sébastopol                     | ‍         | 249                | ‍ : ‍19 de outubro de 1904 ‍ : ‍21 de abril de 1908                                                                    | Subterrânea                | Paris Predefinição:2e, Paris Predefinição:3e                                                   | 4 935 953             | (até 1907 : Rue Saint-Denis)                                                           |                                                                                                  |                        |
| Rennes                                  | ‍         | 250                | ‍5 de novembro de 1910                                                                                           | Subterrânea                | Paris Predefinição:6e                                                                          | 1 241 237             |                                                                                        |                                                                                                  |                        |
| ‍République                               | ‍         | 251                | ‍ : ‍19 de outubro de 1904 ‍ : ‍15 de novembro de 1907 ‍ : ‍5 de maio de 1931 ‍ : ‍10 de dezembro de 1933 ‍ : ‍28 de abril de 1935 | Subterrânea                | Paris Predefinição:3e, Paris Predefinição:10e, Paris Predefinição:11e                          | 18 530 849            |                                                                                        |                                                                                                  |                        |
| Reuilly - Diderot                       | ‍         | 252                | ‍ : ‍20 de agosto de 1900 ‍ : ‍5 de maio de 1931                                                                       | Subterrânea                | Paris Predefinição:12e                                                                         | 5 778 841             | (até 1931 : Rue de Reuilly)                                                            |                                                                                                  |                        |
| Richard-Lenoir                          | ‍         | 253                | ‍17 de dezembro de 1906                                                                                          | Subterrânea                | Paris Predefinição:11e                                                                         | 1 857 473             |                                                                                        |                                                                                                  |                        |
| Richelieu - Drouot                      | ‍         | 254                | ‍30 de junho de 1928                                                                                             | Subterrânea                | Paris Predefinição:2e, Paris Predefinição:9e                                                   | 5 101 192             |                                                                                        |                                                                                                  |                        |
| Riquet                                  | ‍         | 255                | ‍5 de novembro de 1910                                                                                           | Subterrânea                | Paris Predefinição:19e                                                                         | 2 423 268             |                                                                                        |                                                                                                  |                        |
| Robespierre                             | ‍         | 256                | ‍14 de outubro de 1937                                                                                           | Subterrânea                | Montreuil                                                                                      | 4 421 143             |                                                                                        |                                                                                                  |                        |
| Rome                                    | ‍         | 257                | ‍6 de novembro de 1902                                                                                           | Subterrânea                | Paris Predefinição:8e, Paris Predefinição:17e                                                  | 2 863 071             |                                                                                        |                                                                                                  |                        |
| Rue de la Pompe                         | ‍         | 258                | ‍8 de novembro de 1922                                                                                           | Subterrânea                | Paris Predefinição:16e                                                                         | 3 080 833             |                                                                                        |                                                                                                  |                        |
| Rue des Boulets                         | ‍         | 259                | ‍10 de dezembro de 1933                                                                                          | Subterrânea                | Paris Predefinição:11e                                                                         | 2 598 900             | (até 1998 : Rue des Boulets - Rue de Montreuil)                                        |                                                                                                  |                        |
| Rue du Bac                              | ‍         | 260                | ‍5 de novembro de 1910                                                                                           | Subterrânea                | Paris Predefinição:7e                                                                          | 2 346 931             |                                                                                        |                                                                                                  |                        |
| Rue Saint-Maur                          | ‍         | 261                | ‍19 de outubro de 1904                                                                                           | Subterrânea                | Paris Predefinição:11e                                                                         | 3 230 397             | (até 1998 : Saint-Maur)                                                                |                                                                                                  |                        |
| Saint-Ambroise                          | ‍         | 262                | ‍10 de dezembro de 1933                                                                                          | Subterrânea                | Paris Predefinição:11e                                                                         | 2 791 395             |                                                                                        |                                                                                                  |                        |
| Saint-Augustin                          | ‍         | 263                | ‍27 de maio de 1923                                                                                              | Subterrânea                | Paris Predefinição:8e                                                                          | 2 921 864             | ‍ (Saint-Lazare)                                                                         |                                                                                                  |                        |
| Saint-Denis - Porte de Paris            | ‍         | 264                | ‍26 de maio de 1976                                                                                              | Subterrânea                | Saint-Denis                                                                                    | 3 729 178             | ‍                                                                                       |                                                                                                  |                        |
| Saint-Denis - Université                | ‍         | 265                | ‍25 de maio de 1998                                                                                              | Subterrânea                | Saint-Denis                                                                                    | 4 969 367             |                                                                                        |                                                                                                  |                        |
| Saint-Fargeau                           | ‍         | 266                | ‍27 de novembro de 1921                                                                                          | Subterrânea                | Paris Predefinição:20e                                                                         | 775 725               |                                                                                        |                                                                                                  |                        |
| Saint-François-Xavier                   | ‍         | 267                | ‍30 de dezembro de 1923                                                                                          | Subterrânea                | Paris Predefinição:7e                                                                          | 1 743 488             |                                                                                        |                                                                                                  |                        |
| Saint-Georges                           | ‍         | 268                | ‍8 de abril de 1911                                                                                              | Subterrânea                | Paris Predefinição:9e                                                                          | 1 229 469             |                                                                                        |                                                                                                  |                        |
| Saint-Germain-des-Prés                  | ‍         | 269                | ‍9 de janeiro de 1910                                                                                            | Subterrânea                | Paris Predefinição:6e                                                                          | 4 271 760             |                                                                                        |                                                                                                  |                        |
| Saint-Jacques                           | ‍         | 270                | ‍24 de abril de 1906                                                                                             | Superfície                 | Paris Predefinição:14e                                                                         | 2 112 450             |                                                                                        |                                                                                                  |                        |
| Saint-Lazare                            | ‍         | 271                | ‍ : ‍19 de outubro de 1904 ‍ : ‍5 de novembro de 1910 ‍ : ‍26 de fevereiro de 1911 ‍ : ‍16 de dezembro de 2003                 | Subterrânea                | Paris Predefinição:8e, Paris Predefinição:9e                                                   | 45 309 544            | ‍ (Saint-Augustin) ‍ Intercités, TER Haute-Normandie ‍ (Haussmann - Saint-Lazare)            |                                                                                                  |                        |
| Saint-Mandé                             | ‍         | 272                | ‍24 de março de 1934                                                                                             | Subterrânea                | Saint-Mandé                                                                                    | 6 006 377             | (até 1937 : Tourelle ; de 1937 a 2002 : Saint-Mandé - Tourelle)                        |                                                                                                  |                        |
| Saint-Marcel                            | ‍         | 273                | ‍2 de junho de 1906                                                                                              | Subterrânea                | Paris Predefinição:13e                                                                         | 2 205 398             |                                                                                        |                                                                                                  |                        |
| Saint-Michel                            | ‍         | 274                | ‍9 de setembro de 1910                                                                                           | Subterrânea                | Paris Predefinição:5e, Paris Predefinição:6e                                                   | 8 072 295             | ‍ (Saint-Michel - Notre-Dame)                                                            |                                                                                                  |                        |
| Saint-Ouen                              | ‍         | 275                | ‍14 de dezembro de 2020                                                                                          | Subterrânea                | Clichy, Saint-Ouen                                                                             | 3 420 852             | ‍                                                                                       |                                                                                                  |                        |
| Saint-Paul                              | ‍         | 276                | ‍6 de agosto de 1900                                                                                             | Subterrânea                | Paris Predefinição:4e                                                                          | 6 421 101             |                                                                                        |                                                                                                  |                        |
| Saint-Philippe du Roule                 | ‍         | 277                | ‍27 de maio de 1923                                                                                              | Subterrânea                | Paris Predefinição:8e                                                                          | 2 775 382             |                                                                                        |                                                                                                  |                        |
| Saint-Placide                           | ‍         | 278                | ‍9 de janeiro de 1910                                                                                            | Subterrânea                | Paris Predefinição:6e                                                                          | 3 251 968             | (até 1913 : Vaugirard)                                                                 |                                                                                                  |                        |
| Saint-Sébastien - Froissart             | ‍         | 279                | ‍5 de maio de 1931                                                                                               | Subterrânea                | Paris Predefinição:3e, Paris Predefinição:11e                                                  | 1 785 413             | (até 1932 : Saint-Sébastien)                                                           |                                                                                                  |                        |
| Saint-Sulpice                           | ‍         | 280                | ‍9 de janeiro de 1910                                                                                            | Subterrânea                | Paris Predefinição:6e                                                                          | 2 441 934             |                                                                                        |                                                                                                  |                        |
| ‍Ségur                                    | ‍         | 281                | ‍29 de julho de 1937                                                                                             | Subterrânea                | Paris Predefinição:7e, Paris Predefinição:15e                                                  | 1 635 557             |                                                                                        |                                                                                                  |                        |
| Sentier                                 | ‍         | 282                | ‍20 de novembro de 1904                                                                                          | Subterrânea                | Paris Predefinição:2e                                                                          | 3 509 454             |                                                                                        |                                                                                                  |                        |
| ‍Sèvres - Babylone                        | ‍         | 283                | ‍ : ‍30 de dezembro de 1923 ‍ : ‍5 de novembro de 1910                                                                 | Subterrânea                | Paris Predefinição:6e, Paris Predefinição:7e                                                   | 5 237 966             | (até 1923 : Sèvres - Croix-Rouge)                                                      |                                                                                                  |                        |
| ‍Sèvres - Lecourbe                        | ‍         | 284                | ‍24 de abril de 1906                                                                                             | Elevada                    | Paris Predefinição:15e                                                                         | 2 299 402             | (até 1907 : Avenue de Suffren ; de 1907 a 1913 : Rue de Sèvres)                        |                                                                                                  |                        |
| Simplon                                 | ‍         | 285                | ‍14 de maio de 1908                                                                                              | Subterrânea                | Paris Predefinição:18e                                                                         | 2 957 190             |                                                                                        |                                                                                                  |                        |
| Solférino                               | ‍         | 286                | ‍5 de novembro de 1910                                                                                           | Subterrânea                | Paris Predefinição:7e                                                                          | 2 342 976             |                                                                                        |                                                                                                  |                        |
| Stalingrad                              | ‍         | 287                | ‍ : ‍31 de janeiro de 1903 ‍ : ‍12 de outubro de 1942 ‍ : ‍5 de outubro de 1910                                            | ‍ : Elevada ‍ : Subterrânea    | Paris Predefinição:10e, Paris Predefinição:19e                                                 | 6 629 154             | (até 1942 : Aubervilliers ; de 1942 a 1946 : Aubervilliers - Boulevard de la Villette) |                                                                                                  |                        |
| Strasbourg - Saint-Denis                | ‍         | 288                | ‍ : ‍5 de maio de 1908 ‍ : ‍5 de maio de 1931 ‍ : ‍10 de dezembro de 1933                                                  | Subterrânea                | Paris Predefinição:2e, Paris Predefinição:3e, Paris Predefinição:10e                           | 9 917 647             | (até 1931 Boulevard Saint-Denis)                                                       |                                                                                                  |                        |
| Sully - Morland                         | ‍         | 289                | ‍3 de junho de 1930                                                                                              | Subterrânea                | Paris Predefinição:4e                                                                          | 1 472 158             |                                                                                        |                                                                                                  |                        |
| ‍Télégraphe                               | ‍         | 290                | ‍28 de abril de 1935                                                                                             | Subterrânea                | Paris Predefinição:19e, Paris Predefinição:20e                                                 | 2 360 717             |                                                                                        |                                                                                                  |                        |
| Temple                                  | ‍         | 291                | ‍19 de outubro de 1904                                                                                           | Subterrânea                | Paris Predefinição:3e                                                                          | 1 239 969             |                                                                                        |                                                                                                  |                        |
| Ternes                                  | ‍         | 292                | ‍7 de outubro de 1902                                                                                            | Subterrânea                | Paris Predefinição:8e, Paris Predefinição:17e                                                  | 3 667 504             |                                                                                        |                                                                                                  |                        |
| Tolbiac                                 | ‍         | 293                | ‍7 de março de 1930                                                                                              | Subterrânea                | Paris Predefinição:13e                                                                         | 3 371 035             |                                                                                        |                                                                                                  |                        |
| Trinité - d'Estienne d'Orves            | ‍         | 294                | ‍5 de novembro de 1910                                                                                           | Subterrânea                | Paris Predefinição:9e                                                                          | 2 236 406             |                                                                                        |                                                                                                  |                        |
| Trocadéro                               | ‍         | 295                | ‍ : ‍2 de outubro de 1900 ‍ : ‍8 de novembro de 1922                                                                   | Subterrânea                | Paris Predefinição:16e                                                                         | 8 895 309             |                                                                                        |                                                                                                  |                        |
| Tuileries                               | ‍         | 296                | ‍19 de julho de 1900                                                                                             | Subterrânea                | Paris Predefinição:1er                                                                         | 2 607 243             |                                                                                        |                                                                                                  |                        |
| Vaneau                                  | ‍         | 297                | ‍30 de dezembro de 1923                                                                                          | Subterrânea                | Paris Predefinição:6e, Paris Predefinição:7e                                                   | 960 528               |                                                                                        |                                                                                                  |                        |
| Varenne                                 | ‍         | 298                | ‍30 de dezembro de 1923                                                                                          | Subterrânea                | Paris Predefinição:7e                                                                          | 1 499 399             |                                                                                        |                                                                                                  |                        |
| Vaugirard                               | ‍         | 299                | ‍5 de novembro de 1910                                                                                           | Subterrânea                | Paris Predefinição:15e                                                                         | 3 740 275             |                                                                                        |                                                                                                  |                        |
| Vavin                                   | ‍         | 300                | ‍9 de janeiro de 1910                                                                                            | Subterrânea                | Paris Predefinição:6e, Paris Predefinição:14e                                                  | 2 275 955             |                                                                                        |                                                                                                  |                        |
| Victor Hugo                             | ‍         | 301                | ‍13 de dezembro de 1900                                                                                          | Subterrânea                | Paris Predefinição:16e                                                                         | 3 804 427             | estação movida                                                                         |                                                                                                  |                        |
| ‍Villejuif - Léo Lagrange                 | ‍         | 302                | ‍28 de fevereiro de 1985                                                                                         | Subterrânea                | Villejuif                                                                                      | 2 574 945             |                                                                                        |                                                                                                  |                        |
| Villejuif - Louis Aragon                | ‍         | 303                | ‍28 de fevereiro de 1985                                                                                         | Subterrânea                | Villejuif                                                                                      | 6 661 476             | ‍                                                                                       |                                                                                                  |                        |
| Villejuif - Paul Vaillant-Couturier     | ‍         | 304                | ‍28 de fevereiro de 1985                                                                                         | Subterrânea                | Villejuif                                                                                      | 2 246 780             |                                                                                        |                                                                                                  |                        |
| Villiers                                | ‍         | 305                | ‍ : ‍26 de janeiro de 1903 ‍ : ‍19 de outubro de 1904                                                                  | Subterrânea                | Paris Predefinição:8e, Paris Predefinição:17e                                                  | 6 178 884             |                                                                                        |                                                                                                  |                        |
| Volontaires                             | ‍         | 306                | ‍5 de novembro de 1910                                                                                           | Subterrânea                | Paris Predefinição:15e                                                                         | 2 442 576             |                                                                                        |                                                                                                  |                        |
| Voltaire                                | ‍         | 307                | ‍10 de dezembro de 1933                                                                                          | Subterrânea                | Paris Predefinição:11e                                                                         | 5 113 473             |                                                                                        |                                                                                                  |                        |
| Wagram                                  | ‍         | 308                | ‍23 de maio de 1910                                                                                              | Subterrânea                | Paris Predefinição:17e                                                                         | 2 547 291             |                                                                                        |                                                                                                  |                        |

## Estações fechadas

### Estações nominativas fechadas ao público
| Estação       | Linha(s) | Inauguração | Fechamento         | Situação    |
| ------------- | -------- | --- | ------------------ | ----------- |
| Arsenal       | ‍         | Predefinição:Date- | Predefinição:Date- | Subterrânea |
| Champ de Mars | ‍         | Predefinição:Date- | Predefinição:Date- | Subterrânea |
| Saint-Martin  | ‍         | ‍Predefinição:Métro de Paris/correspondance : Predefinição:Date- ‍Predefinição:Métro de Paris/correspondance : Predefinição:Date- | Predefinição:Date- | Subterrânea |
| Croix-Rouge   | ‍         | Predefinição:Date- | Predefinição:Date- | Subterrânea |

### Estações nominativas nunca abertas ao público
| Estação               | Linha(s) | Situação                                    | Situação    | Particularidade                            |
| --------------------- | -------- | ------------------------------------------- | ----------- | ------------------------------------------ |
| La Défense - Michelet | ‍         | Fora da rede                                | Subterrânea | Nunca aberta, obras estruturais realizadas |
| Élysées La Défense    | ‍         | Fora da rede                                | Subterrânea | Nunca aberta, obras estruturais realizadas |
| Haxo                  | ‍         | Em uma conexão (nomeada « Voie des Fêtes ») | Subterrânea | Nunca aberta, plataforma realizada         |
| Orly-Sud              | ‍         | Fora da rede                                | Subterrânea | Nunca aberta, obras estruturais realizadas |
| Porte Molitor         | ‍         | Em uma conexão (nomeada « Voie Murat »)     | Subterrânea | Nunca aberta, plataforma realizada         |

### Pontos de parada fechados ao público
| Estação            | Linha(s) | Abertura               | Fechamento                               | Situação    | observação                                                                                   |
| ------------------ | -------- | ---------------------- | ---------------------------------------- | ----------- | -------------------------------------------------------------------------------------------- |
| Porte Maillot      | ‍         | 19 de julho de 1900    | 1937                                     | Subterrânea | Estação recriada de maio des longe por ocasião da extensão nos subúrbios                     |
| Victor Hugo        | ‍         | 1900                   | 1931                                     | Subterrânea | Estação recriada depois da curva onde foi implantada                                         |
| Porte des Lilas    | ‍         | 21 de novembro de 1921 | Predefinição:Date- ou Predefinição:Date- | Subterrânea | Estação fechada no fim do serviço "navette". Utilizada para filmagens                        |
| Les Halles         | ‍         | 21 de abril de 1908    | Predefinição:Date-                       | Subterrânea | Estação destruída e movida por ocasião da criação do RER e do centro comercial de Les Halles |
| Gare du Nord USFRT | ‍         | 15 de novembro de 1907 | Predefinição:Date-                       | Subterrânea | Estação fechada por ocasião da extensão da linha 5. Convertida em estação de formação        |
| Invalides          | ‍         | -                      | -                                        | Subterrânea | Plataforma nunca aberta                                                                      |

## Estação fundida
| Estação       | Linha(s) | Abertura           | Fusão              | Situação    | observação                                                                                      |
| ------------- | -------- | ------------------ | ------------------ | ----------- | ----------------------------------------------------------------------------------------------- |
| Martin Nadaud | ‍         | Predefinição:Date- | Predefinição:Date- | Subterrânea | Estação de fusão com a estação Gambetta: as plataformas agora servem como um corredor de acesso |